# Fraseria
Fraseria é um género de ave da família Muscicapidae.

## Espécies
Este género contém as seguintes espécies:
- Fraseria cinerascens Hartlaub, 1857
- Fraseria ocreata (Strickland, 1844)
- Fraseria griseigularis (Jackson, 1906)
- Fraseria plumbea (Hartlaub, 1858)
- Fraseria olivascens (Cassin, 1859)
- Fraseria lendu (Chapin, 1932)
- Fraseria caerulescens (Hartlaub, 1865)
- Fraseria tessmanni (Reichenow, 1907)